# 재팬 스튜디오
재팬 스튜디오는 일본 도쿄도에 존재했던 비디오 게임 개발사였다. 소니 인터랙티브 엔터테인먼트(SIE)의 퍼스트 파티로 활동했으며, 대표작품으로 《삐뽀사루 겟츄!》, 《로코로코》, 《파타폰》, 《그래비티 러시》, 《낵》 시리즈, 팀 이코 게임들, 《블러드본》, 《더 레전드 오브 드라군》, 《아스트로 플레이룸》이 있다.
2021년 4월, 재팬 스튜디오는 조직개편으로 구성원들이 팀 아소비와 타 SIE 스튜디오들에 합병되면서 해체됐다.

## 역사
재팬 스튜디오는 1993년 11월 16일 도쿄도에 설립됐다. 소니 내에 막 설립됐던 플레이스테이션 부서 중 소니 기업과 소니 뮤직 엔터테인먼트 출신 인물들을 주축으로 시작했으며, 이후 재팬 스튜디오는 첫 플레이스테이션 콘솔로 게임들을 개발했다. 요시다 슈헤이에 의하면 당시 스튜디오는 소니의 음악 사업 운영 방침과 유사하게 프로듀서가 외부 창작자들을 섭외해 새 게임을 개발하는 것을 목표로 삼았다고 한다. 이런 정책으로 탄생한 대표적은 게임들로 마츠우라 마사야의 《파라파 더 래퍼》, 무라모리 마사시의 《모두의 골프》가 있다.

## 게임 목록
- 파라파 더 래퍼
- 아란드라
- 엄 재머 래미
- 블러드: 더 라스트 뱀파이어
- 파라파 더 래퍼 2
- 이코 (비디오 게임)
- 모두의 골프
- 블리치: 히트 더 소울
- 완다와 거상
- 룰 오브 로즈
- 브레이브 스토리
- 로코로코
- 블리치: 블레이드 배틀러
- 모두의 골프 5
- 데몬즈 소울
- 블리치: 소울 이그니션
- 도쿄 정글
- 블러드본
- 더 라스트 가디언
- 신서유기 : 몽키킹의 부활
- 고스트 오브 쓰시마

## 참조

### 내용주
1. ↑  영어: Japan Studio